# Sarcophyte piriei
Sarcophyte piriei är en tvåhjärtbladig växtart som beskrevs av John Hutchinson. Sarcophyte piriei ingår i släktet Sarcophyte och familjen Balanophoraceae. Inga underarter finns listade i Catalogue of Life.